# Crassoascus
Crassoascus — рід грибів родини Clypeosphaeriaceae. Назва вперше опублікована 1993 року.

## Класифікація
До роду Crassoascus відносять 3 види:
- Crassoascus canadensis
- Crassoascus fusisporus
- Crassoascus monocaudatus